# Vũ Tú
Vũ Tú (né en 1987 à Bắc Ninh) est un sculpteur sur pierre vietnamien, actif dans le domaine des arts visuels. Il est reconnu pour ses contributions à l'art contemporain et largement mentionné dans les médias vietnamiens.

## Biographie
Vũ Tú est né le 20 février 1987 dans le village de Ngọc Quan, commune de Lâm Thao, province de Bắc Ninh, une région connue pour sa tradition d'apprentissage. Il appartient à la lignée familiale des Vũ, qui compte plusieurs personnalités historiques, notamment Vũ Miên (historien et chancelier du Vietnam impérial) et Vũ Trinh (auteur du "Gia Long Codes").
Il a étudié la physique pendant quatre ans à l’Université Hồng Đức, dont il est sorti diplômé major de promotion (Valedictorian), recevant plusieurs bourses et distinctions académiques.
Après l’université, Vũ Tú s’est orienté de la science vers l’art. Autodidacte en sculpture sur pierre, il a complété son apprentissage dans plusieurs centres artistiques, tels que l’Université des Beaux-Arts de Hô Chi Minh-Ville, l’Université des Arts de Huế, et le village artisanal de Non Nước à Đà Nẵng.
Il réalise directement ses œuvres à partir de blocs de pierre naturelle, créant des objets tels que des pots à bonsaï, des bassins d’eau, des statues bouddhiques ou chrétiennes, et des autels. Il travaille fréquemment sur des thématiques religieuses, notamment le bouddhisme, avec une approche qui allie finesse artistique et profondeur philosophique. Sa démarche artistique intègre une pensée issue des sciences — mathématiques et physique — avec une sensibilité esthétique, mettant l’accent sur la composition, la lumière et la profondeur.
Vũ Tú exerce principalement dans la région de Hô Chi Minh-Ville, tout en ayant travaillé dans d'autres localités comme Huế et Đà Nẵng. Ses œuvres ont été présentées lors d’expositions nationales, notamment à l’Exposition nationale des beaux-arts à Hanoï (2019) et à l’Exposition du patrimoine de Mỹ Sơn (2019).

## Les contributions reconnues par la société
Il a été classé parmi les « Vietnamiens d'élite » par le site Việt Nam Văn Hiến et qualifié par la presse vietnamienne de « khôi nguyên » (lauréat) ou de « Trạng nguyên » (major) de la sculpture. Vũ Tú se distingue par sa capacité à conjuguer un solide bagage scientifique avec la créativité de l’art contemporain. Ses œuvres sont appréciées non seulement pour leur esthétique, mais aussi pour leur richesse culturelle et spirituelle.